# Koga Cycling Team/Saison 2013
Dieser Artikel listet Erfolge und Fahrer des Radsportteams Koga Cycling Team in der Saison 2013 auf.

## Erfolge in der UCI Europe Tour
| Datum   | Rennen                   | Kat. | Sieger            |
| ------- | ------------------------ | ---- | ----------------- |
| 15. Mai | 2. Etappe Olympia’s Tour | 2.2  | Arno van der Zwet |
| 18. Mai | 6. Etappe Olympia’s Tour | 2.2  | Wim Stroetinga    |

## Abgänge – Zugänge
| Zugänge            | Team 2012                     | Abgänge                     | Team 2013            |
| ------------------ | ----------------------------- | --------------------------- | -------------------- |
| Wouter Haan        | Cyclingteam Jo Piels          | Michael Vingerling          | Team 3M              |
| Umberto Atzori     | Metec Continental Cyclingteam | Johim Ariesen               | Cyclingteam Jo Piels |
| Stefan Vreugdenhil | Cyclingteam de Rijke (2011)   | Jelmer Asjes                | Unbekannt            |
|                    |                               | Didier Caspers              | Unbekannt            |
|                    |                               | Geert-Jan Jonkman           | Unbekannt            |
|                    |                               | Emmanuel van Ruitenbeek     | Unbekannt            |
|                    |                               | Nick Stöpler (bis 31. Juli) | Unbekannt            |

## Mannschaft
| Name               | Geburtstag         | Nationalität |
| ------------------ | ------------------ | ------------ |
| Umberto Atzori     | 7. Januar 1988     | Niederlande  |
| Jim van den Berg   | 1. Juli 1985       | Niederlande  |
| Wim Botman         | 17. August 1985    | Niederlande  |
| Robin Chaigneau    | 2. September 1988  | Niederlande  |
| Roy Eefting        | 4. September 1989  | Niederlande  |
| Wouter Haan        | 12. August 1991    | Niederlande  |
| Bart van Haaren    | 13. November 1984  | Niederlande  |
| Bouke Kuiper       | 25. September 1989 | Niederlande  |
| Peter Schep        | 8. März 1977       | Niederlande  |
| Wim Stroetinga     | 23. Mai 1985       | Niederlande  |
| Lars Vierbergen    | 21. März 1988      | Niederlande  |
| Stefan Vreugdenhil | 28. Dezember 1989  | Niederlande  |
| Arno van der Zwet  | 7. Mai 1986        | Niederlande  |